# Lorico Lian
Lorico Lian ist ein osttimoresischer Hörfunksender, der im Mai 2000 von der UNESCO gegründet wurde. Sitz des Senders ist Dili. Lorico Lian ist einer der beiden kommunalen Hörfunkstation der Landeshauptstadt Osttimors und gehört zur Asosiasaun Radio Komunidade Timor-Leste (ARKTL). Lorico Lian sendet auf FM 100,5 MHz.
„Lorico“ ist der osttimoresische Name des Loris, der hier als Synonym für die Jugendlichen verwendet wird.